# 教條
教條，又譯為信條、信理、教理、教義、定論，是被認為是絕對正確，不可爭辯的一個或多个原則或信仰，常常由某個權威所制定。將某個哲學家或哲學派別的意見，接受成為個人信仰，可以被稱為教條；將宗教的主張，政治團體或政治領袖的主張，政府的命令或法院判決，作為信仰來接受，也可以稱為教條。認為教條完全不能改變，必須完全依照其字面來理解及執行教條的想法，常被稱為教條主義（dogmatism）。它是一個意識型態或信仰體系的基礎部份，改變教條必然會影響整個信仰系統，造成在根本上的典範改變，或是可能造成意識型態本身的改變。對於教條的確信，會影響到其信徒對於世界的理解及解釋，影響其行為，也可能造成團體的凝聚或分裂。
在宗教及比較宗教學中，教條更常称作教義，由宗教概念及宗教經驗兩部份組成，教義作為宗教三元素中的最基本，是宗教行為（教儀）的內在根據，也是宗教組織（教團）的骨架，沒有教義就無法產生教儀及教團。在卡爾·巴特的著作中，教條學（dogmatic；又稱為信理神學）通常被直接用來作為系統神學的同義詞。

## 字源
在中古漢語中，教義意為師長的教導，常使用在佛教中，被用來指釋迦牟尼的教誨。

## 宗教概念

### 神靈觀
人受自然法則限制，那麼支配人的自然法則、力量就成了高於人的存在。因為人的智慧、權能及存在都是有限，而想像力卻是無限，人通過無限想像力把有限的智慧化成全知，有限的權能化為全能，有限的存在化為全在，想像神是一個全知全能全在的實體。古德在原始宗教一書中認為神作為超自然的實體，不一定是具有人的軀體，但神的價值觀念、意向、知覺、思維方式都是具有人性及社會性。沒有人性的神和人類是沒有共同語言的，也沒法產生情感交流，人之所以要崇拜神，是因為神被認定與人的生活有若干關係，神的本質上是人性的，只是這種人性被神聖化。例如：
- 神總是注意著人的行為
- 神的行為的目的在於不斷滿足人類及社會的需要
- 神渴望得到人的關注尊重，沒有神是喜歡被忽略的
- 神是慈悲
- 神與人的關係、神與神的關係具有社會特徵，這些關係包含交流、承諾、暗示、認可等情況

神被人格化可以有兩種方法，第一種是附加於已存在的人或物上，第二種是創造一獨立人性個體，第一種方式最明顯出現於原始部落，第二種方式最見於基督教。根據不同的性質，神可以劃分為以下幾種類型：

#### 自然神
自然神(Natural God)是最原始的神，因為原始社會生產力低下，人類生活需依賴自然的恩賜、機遇，在人類想像力下，自然力或自然物就變成了神物，崇拜的對象。繆勒提出物質宗教說，認為最初人類把物分為三種，一為能完全掌握之自然物，如石頭、泥土；二為能掌握部份之自然物，如樹木、山河，三為完全不能掌握之自然力，如太陽、星辰，第二及第三種就成為崇拜的對象，當中尤以第三種的神位最高。泰勒認為對自然物之崇拜，是基於原始人相信萬物皆有靈。弗雷澤在其前萬物有靈論則表示原始人已經相信宇宙是由某種超自然力所統治，並以此進行巫術活動。
古中國認為崇拜自然是因為自然與生活適適相關，如不信奉必帶來傷害，又認為崇拜自然，是因為自然有功予人，有益於民。前一種肯定自然物的神性，後一種乃是因其功德，在無知和依賴下，自然就成為了原始部落之神。

#### 氏族神
氏族神(Tribal God)是一個氏族的保護神或祖先神，核心觀念為相信祖先之靈魂仍然存在並能影響後代。氏族神的崇拜能加強一個氏族的凝聚力，亦能令氏族與氏族間區別開來，不是同族的神不拜祭。這種情況可見於圖騰崇拜，圖騰崇拜就是把某一種自然物或動植物作為整個氏族的共同信仰體系，相信圖騰物與人有血緣關係，這種崇拜與自然崇拜的最大不同在於一個氏族與一種圖騰物血緣上的集體關係。
除圖騰崇拜，還有把一些祖先加以崇拜，這個祖先不一定是最遠古祖先，而只是一位超群名人，但卻是優越的，由於生前受人敬畏，死後的地位比那些稍不重要的鬼靈更要高。例如中國古代對盤古，女媧等祖先加以崇拜，並把黃帝炎帝尊為神靈。氏族加以發展後，化成更多凝聚力較高的小部落，祖先崇拜轉為近祖崇拜，而原本的氏族神則被擴展為整個民族甚至國家的保護神。

#### 社會神
社會神(Social God)不是某一種具體的自然事物，也不是某個氏族的祖先和領袖．而是自然物所具有的某種特別的屬性或功能，又或是某種社會職業的原始創建者、行業成敗的操縱者。例如古希臘就有掌管每一職業的行業神(Trade God)，古巴比倫宗教中，有分別主管智慧、司法、慈悲、性慾、戰爭狩獵等的神靈。
中國古代宗教也有對社會神的崇拜，主要有四種類型，第一種是由傳說或歷史英雄人物轉化而來的，例如伏羲結網捕魚、八卦占卜，伏羲就成了以上兩樣活動的神，神農嚐百草，教種植也成為原始的社會神。第二種是由自然神轉化而來的社會神，例如灶神、城隍神，保證人們豐產，甚至包攬人的生老病死。第三種是因社會分工而出現的社會神，它們往往是由歷史人物轉化而來，例如木匠有魯班、武將有關公等。最後一種是比較抽象的社會神，他們的存在往往是虛構的，例如運財童子、月下老人、壽星公等。
社會神的特點是，非以血緣關係為紐帶，由於沒有血緣關係，故呈現出高度的相容性，一個人可以同時拜祭幾個不同的社會神，另外，不同氏族的人也可以拜祭同一社會神。人們崇拜社會神，一方面是對文化英雄的紀念，另一方面是人們對該職業的本質尚未完全認識，對生產和經營過程尚未完全把握，不得不祈求社會神的幫助。

#### 高位神／至上神
高位神是一種建立在多神信仰的基礎，這表明神靈世界的系統中已經有了秩序，神與神之間出現了等級制。當人們的生產力低下，行業分工分散，神靈也必然是分散獨立的。當人與人的關係、社會秩序、社會階級逐漸改良，出現了私有財產制、財產較多或武力較強的成為了統治階級的上層，這就播下了將神靈世界也有階級劃分的種子。如中國的天、印度的梵天、希臘的宙斯、羅馬的朱比特、波斯的密特拉等。事實是，東方各種宗教中的至上神都是由奴隸制國家形成的。
在古代中國，天帝統領萬物，夏商周三代君主轉制體制的建立，天帝作為至上神的至上性也隨之發展，並與王族的祖先崇拜結合，這種君權神授在周代以後更進一步發展，周王自稱天子，從此以後，歷代王朝都打著上天傳命統一國家的觀念。
另一種表現形式出現在氏族矛盾與兼併。因為一些部落和氏族取得較重要的地位，他們的神靈也登上了最高位。例如在古埃及的歷史中，在孟斐斯成為全國政治中心後，普塔神也隨之成為全國崇拜的對象。第四及第五王朝時，法老自稱是太陽神拉之子，拉成為了最高神。公元前十八世紀末，喜克索人入侵埃及，埃及退到底比斯為中心的南方。公元前十六世紀，南埃及起來反抗外族，驅走喜克索人後，底比斯的主神阿蒙便成為了最高神，後來又把阿蒙與拉結合成為阿蒙拉神，阿蒙神廟的祭司地位高於貴族。最著名的莫過於國王阿蒙霍特普四世為打擊阿蒙神廟，恢復對太陽神的崇拜，就把太陽神稱為另一神阿吞，於是阿吞取代了阿蒙成為了埃及的主神，而國王本人也稱自己為阿赫拉吞。
至上神系統不反對其他諸神的存在，因此天國的秩序，神靈世界可以多種不同的方式存在

##### 多神教
多神教(Polytheism)認為每一位神都是獨立的存在體，他們各具特性。在世界早期的歷史中，各民族普遍都先出現多神論，它們有一個共同特點，宗教信仰者心目中的神靈世界，同時存在著數目眾多，各有特性，彼此不相屬的神靈，他們不能互相替代，至於神的數量，理論上可以達至無限，據研究印度教的神靈就多至三千三百多個，而且每一位都是有姓名的。據地域劃分有：古埃及和中東宗教、早期印度－波斯宗教、古典及現代印度教、佛教、中國及東南亞宗教、希臘－羅馬宗教、日耳曼－斯堪的那維亞－凱爾特－斯拉夫宗教、古代中美洲宗教，非洲及其他地區現代種族宗教九種。

##### 單一主神教
單一主神教(Henotheism)認為至上神以超越眾神之上的最高形式，出現在萬神之上，眾神是它們的下屬，日本神道教的天照大神、中國儒家的昊天上帝、希臘的宙斯、羅馬的朱比特都屬此類。

##### 輪換主神教
輪換主神教(Kathenotheism)崇拜一位主神，但這個主神不能永保其主神地位，信仰者常在不同時間改變他們的主神。當中以古典印度教最為典型，在印度的梨俱吠陀中的阿耆尼、因陀羅、伐樓拉輪居至上神的位置而受到人的崇拜。有些宗教學者認為古埃及和希臘也有類似情況。主神的不固定可能與貴族權力相對分散，城邦之間互相牽制而未形成一中央集權制度有關。

##### 泛神教
泛神教(Pantheism)認為神靈世界中的其他諸神未喪失其特殊性，而只是同一主神的多種表現形式，這是一種調和多神與一神的觀念，例如希臘化時期的希臘羅馬在對女神伊西斯的崇拜中，無論多種神以什麼名字出現，都被認為是女神的表現形式之一。古典印度教認為原人神是一些的基礎，一切事物都分享了它的生命，奧義書再將這一「生主」轉化為梵，梵是宇宙的本原，世界的最高道理，而每個人的靈魂也是梵的一種表現形式。

##### 二元神教
二元神教(Dualism)把世界一切都劃為對立，善惡、天地、生死、光暗、肉體靈魂、物質精神等。反映在神靈世界就是兩種對立的神，神與魔鬼、善神與惡神等所形成的二元神靈觀。希臘的奧爾菲斯教對柏拉圖關於物質和精神的哲學二元論形成過重大影響，反過來影響基督教禁欲主義的理論根據。二元神信仰最明顯的是瑣羅亞斯德教，此教與善惡、光暗、生死等極端地對立起來，並歸予最高善神阿胡拉瑪茲達及惡神安格拉曼紐。它也對後來的諾斯底教派，摩尼教等產生過直接的影響。有些學者把基督教也定義為二元神教，因為它在絕對的上帝之外，也承認魔鬼撒但的存在。

#### 唯一神
至上神觀念不否定其他神的存在，只是把它們放於從屬的位置，唯一神是把其他的神都否定，它可以不承認其他其他神靈的存在，也可以認為其他的神或上帝是魔鬼。一般認為猶太教、基督教及伊斯蘭教屬此一類型，然表現方式略有不同。
猶太教認為上帝是無所不在、無所不知、無所不能，以色列人曾經崇拜過家神和偶像，在淪為巴比倫之囚之後，才表現出一神教的傾向，以色列人在流亡時期，先後流亡於埃及、地中海、亞述、巴比倫，接觸到了其他民族宗教中的一神觀念，有可能令他們用波斯的居魯斯、巴比倫的尼布甲尼撒般的世界統治者的形象來重新塑造雅赫維，把它變為絕對的耶和華。然在舊約聖經中，以色列人雖反對信仰其他神靈，反對偶像崇拜．但並未否定其他神靈的存在，這是一種相對有限的一神觀念。
基督教的絕對一神觀念是在猶太教上建立出來的，基督教認為上帝是絕對的，在他以後別無他神。尼西亞會議承認上帝是聖父、聖子、聖靈三位一體。這觀念在新約聖經中並無明確記載，卻能以新舊約經文推敲出其講究：創1:26講述獨一神的三位、約14:11講述父與子是一、太28:19以神，父子聖靈之名施洗。且此教條被奉為基督教的正統教義。這個教義是特殊的，一方面承認上帝是唯一，表現形底卻因上帝在聖經所記載之執事中所需的不同而有三方面的講究，是一個三位一體（Trinity)），三而一的一位神。
伊斯蘭教在此基礎上發展出更極端、更排他的絕對一神概念，伊斯蘭五功中的第一功已確立「安拉」才是真主，除安拉外，別無他神，然而伊斯蘭教和基督教都承認有天使的存在，並把大天使迦百利作為安拉與穆罕默德的中介，天使的角色較似次級神靈，可見三大一神宗教都不是絕對一神，而是揉合了多神觀。

### 神性觀
隨著神靈觀念的演進，信仰者便會去想像神靈是如何支配及操縱自然及人間，這種有必於人世間的異己權力，就是神的神性。神性是人的自然屬性與社會屬性的一種異化，一般都是以自己支配和操縱自然世界和人間生活的可能和需要，去設想這種神擁有的權力，神所擁有的權力是一種能主宰自然和人類的特殊意志、智慧和權能，這種支配就成為了「天命觀」，而神為表示它有這種力量，他所行使出來的就成為了「神迹觀」。

#### 天命觀
當人類把支配自己日常生活的力量視為異己時，他們就會把自己生存的環境及結果定為神靈的刻意安排。然而不同的天命觀取決於不同民族對神靈的詮釋理解。最早期的神各司其職，他們發出的命令並不能超過他們的權限，這是一種有限天命觀，在向一神教發展時，獨一的真神是萬物主宰、全知全有，這種能夠決定一切的是一種無限天命觀。
另外天命觀又可分為任意及理性兩種，任意的天命觀中，神命不可捉摸，喜怒無常，不可預測，故人們可以用各種儀式可取悅神，天命是可以改變的。理性的天命觀則是一種有常有序的宿命主，例如在古代中國，「天道」就是天帝的命令，它是不可抗拒、不能改變的。
神既然通過天意控制人類，就有一個下達旨意的方式，這種啟示主要有兩種方式。其一是通過天啟，由於神是超感官存在，因此他們不可能親自出面向人頒布命令。但由於神支配自然，各種自然現象往往被認為天命顯示的兆頭，因此有占卜術，占星術等等非科學性的理論。另外一種是透過先知或救世主的中介者傳達天命，由於天象天啟只是一些精於此道之人所作出的解釋，因此各宗教都承認神有更直接的方式來傳達自己的命令，就是透過一些特別的中間人例如薩滿教中的薩滿，巫術宗教的巫師，他們聲稱在某些場合下神會附在其身借他們口作出宣示，這些特殊的人甚至形成了一個家族，如古猶太教的利未族，印度的婆羅門種姓，馬雅人的巫醫等。

#### 神迹觀
神有時並不假借他人之手表現自己的神性，他會用一種超常的能力來證明自己的神性，只要做出那些不能用自然常理解釋的就是行神迹。神迹必定是特殊和反常，決一不可。人有百歲，雖然特殊，並不定為神迹．但耶穌死而復生，道教成仙長生不老，卻是違反自然法則甚至是一種矛盾。
各宗教都宣揚神迹是因為它本身不但證明了神的存在，也證實了神的全能。而且若神沒有超自然的能力，令人懷疑他在人的緊急關頭是否能完成人的慾望，這令信仰者失去盼望。神迹創造者大致可分以下五種：

##### 神力
神力是神的神秘力量。在宗教發展中，宗教添上更多的理智色彩，神從恣意行事的形象變成有序的、理性的行事，但沒有一種宗教是否定神的力量，因為神力的否定只會導致神及宗教本身的否定。

##### 宗教創建人
宗教創建人或教主就算不是自封，也被其信徒奉為神聖人物，他們是神迹和傳說的中心，例如他們的出生、生活的行為、生活的遺物、死後的墓地都成了奇迹的泉源，宗教神學當然是相信其真實性，然客觀的宗教則對此產生否定態度。一種傳統宗教以外的宗教，往往利用超自然力量滿足信仰者的非理性狂熱及好奇心，當中甚至進行有意的欺騙。

##### 聖人
聖人是西方宗教的概念，与中国儒家学说中的圣人概念不同。圣人比宗教創建人更接近人，但往往由於他們苦行得道，或神靈附體，或德行高超，從而得到常人沒有的能力，能做出常人做不出的奇迹，例如基督教的聖徒，犹太教、印度教等的圣人等即屬此類。

##### 聖物
宗教的聖人，其壽命總是有限的，聖人留下來的遺貴和遺物（如舍利、裹屍布等）卻可永遠保存，如該地方有聖物，則可成為宗教信徒朝拜的中心，並產生更多的神迹故事。

##### 聖地
某些地方因為與宗教歷史有關，或是神迹的發源地，例如許多名山大寺，西奈山，耶路撒冷等地方，由於有象徵性的宗教意義和宗教價值，就成為宗教信仰者崇拜的中心。
以下簡單介紹世界主要宗教的神迹：